# Portell de Morella
Portell de Morella es un municipio y localidad española de la provincia de Castellón, en la Comunidad Valenciana. El término municipal, ubicado en la comarca de Los Puertos de Morella, tiene una población de 155 habitantes (INE 2024).

## Geografía
Según Madoz, "el terreno es montuoso y secano, de mediana calidad". Cavanilles lo describe como "quebrado" y con "descarnadas y duras las peñas calizas que lo cubren". 
Desde Castellón de la Plana se accede a esta localidad a través de la CV-151, tomando luego la CV-10 para acceder a la CV-15 posteriormente se toma la A-227 para finalizar en la CV-125.

### Localidades limítrofes
La Mata de Morella, Cinctorres y Castellfort todas de la provincia de Castellón.

## Historia
Las primeras pruebas documentadas de presencia humana corresponden a yacimientos arqueológicos y pinturas rupestres, que van desde el periodo Magdaleniense al Epipaleolítico y después al Mesolítico. No consta la existencia de restos romanos en Portell, aunque Serafín Gamundi afirma que el pueblo ya existía en época visigótica.
En 1086 pertenecía a la taifa de Lérida. El 25 de octubre de 1157, Ramón Berenguer IV, conde de Barcelona y príncipe de Aragón otorga la carta puebla de Alcañiz y la incluye entre las tierras a poblar a fuero de Zaragoza. 
Tras ser conquistada Morella por Blasco de Alagón antes de que se iniciara la conquista del Reino de Valencia, el 17 de abril de 1233 otorga a esta ciudad carta de población, a fuero de Sepúlveda y Extremadura, incluyendo a Portell entre las aldeas del término morellano. El rey Jaime I confirma dicha carta puebla sin hacer mención a dicho fuero. 
En 1234, Jaime I hace donación de Portell, junto a otras aldeas, a la Orden del Temple y al ser ésta disuelta formó parte de Morella. Desde finales del siglo XIII inicia junto a las demás aldeas una larga lucha para lograr la independencia de Morella, hecho que no se consigue hasta 1691, durante del reinado de Carlos II quien le otorgó el título de villa. Antes, en 1358, con ocasión de la guerra entre Castilla y Pedro el Ceremonioso, Portell y las aldeas obtuvieron del rey una independencia temporal, ya que fue revocada a su triunfo. 
A la muerte del rey Martín I el Humano, en 1410, Morella apoyó la candidatura de Fernando de Antequera, pero Portell y las otras aldeas tomaron el partido de Jaime, conde de Urgel.

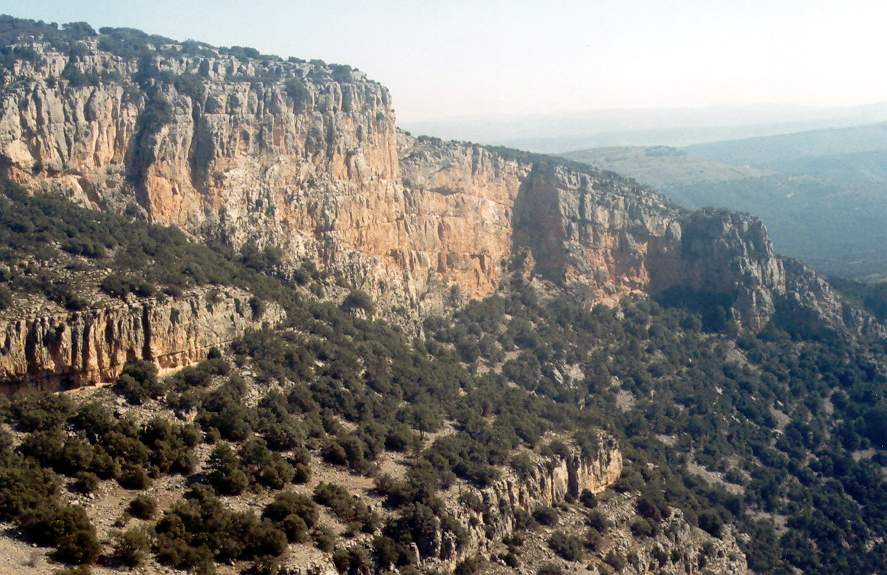
Roca Roja

En 1520, durante guerra de las Germanías, se unió al bando de los agermanados sufriendo después las represalias reales. La expulsión de los moriscos, en 1609, no influyó sobre su población, ya que, por fortuna, eran todos cristianos viejos, si bien, muchas familias de origen moro cultivaban las masías. En 1750 figura incluida entre las villas de realengo. Como casi todas las poblaciones del Maestrazgo tomó parte activa en las guerras carlistas.
Hasta la reforma de la nomenclatura municipal de 1916 el municipio se llamaba simplemente Portell. En dicha fecha su nombre fue modificado por el de Portell de Morella.
Entrada la democracia, se han producido diversos vaivenes políticos en la alcaldía, siendo el más destacable el realizado por Álvaro Ferrer en el año 2007, cuando siendo alcalde del PSOE se presentó por el PP, generando una mancha política de consideración en la población.

## Demografía
Portell de Morella cuenta con una población de 155 habitantes (INE 2024).
| Gráfica de evolución demográfica de Portell de Morella entre 1842 y 2021 |
| |
| Población de derecho según los censos de población del INE Población de hecho según los censos de población del INEEn estos censos se denominaba Portell: 1842, 1857, 1860, 1877, 1887, 1897, 1900 y 1910 |

En 1397 contaba con 157 fuegos: existe un documento en el Archivo de la Corona de Aragón con un listado de los nombres de los vecinos de Portell obligados a pagar el impuesto del morabatí. Tal impuesto, instituido por Jaime I el 14 de abril de 1266, consiste en el pago de siete sueldos reales de Valencia (equivalentes a un morabatí), cada siete años; estaban obligados a pagarlo todos los vecinos poseedores de un foc o llar, es decir, una casa.
En 1430 tenía 120 vecinos. Según el censo de Floridablanca de 1787, en Portell había 609 habitantes. El censo de 1888 eleva la cifra a 1071 y el de 1910 a 1086. Desde entonces ha tenido un declive constante.
| 1990 | 1992 | 1994 | 1996 | 1998 | 2000 | 2002 | 2004 | 2005 | 2007 | 2019 |
| ---- | ---- | ---- | ---- | ---- | ---- | ---- | ---- | ---- | ---- | ---- |
| 316  | 295  | 283  | 277  | 265  | 262  | 259  | 252  | 248  | 264  | 197  |

## Alcaldes
| Periodo   | Nombre               | Partido   |
| --------- | -------------------- | --------- |
| 1983-1987 | José Luis Cruz Cruz  | PSOE      |
| 1987-1991 | Miguel Milian Moles  | PSOE      |
| 1991-1995 | Miguel Milian Moles  | PSOE      |
| 1995-1999 | Daniel Segura Dalmau | PSOE      |
| 1999-2003 | José Luis Cruz Cruz  | UV        |
| 2003-2007 | Álvaro Ferrer Ferrer | PSPV-PSOE |
| 2007-2011 | Álvaro Ferrer Ferrer | PP        |
| 2011-2015 | Álvaro Ferrer Ferrer | PP        |
| 2015-2019 | Álvaro Ferrer Ferrer | PP        |
| 2019-2023 | Álvaro Ferrer Ferrer | PP        |
| 2023-act. | Álvaro Ferrer Ferrer | PP        |

## Economía

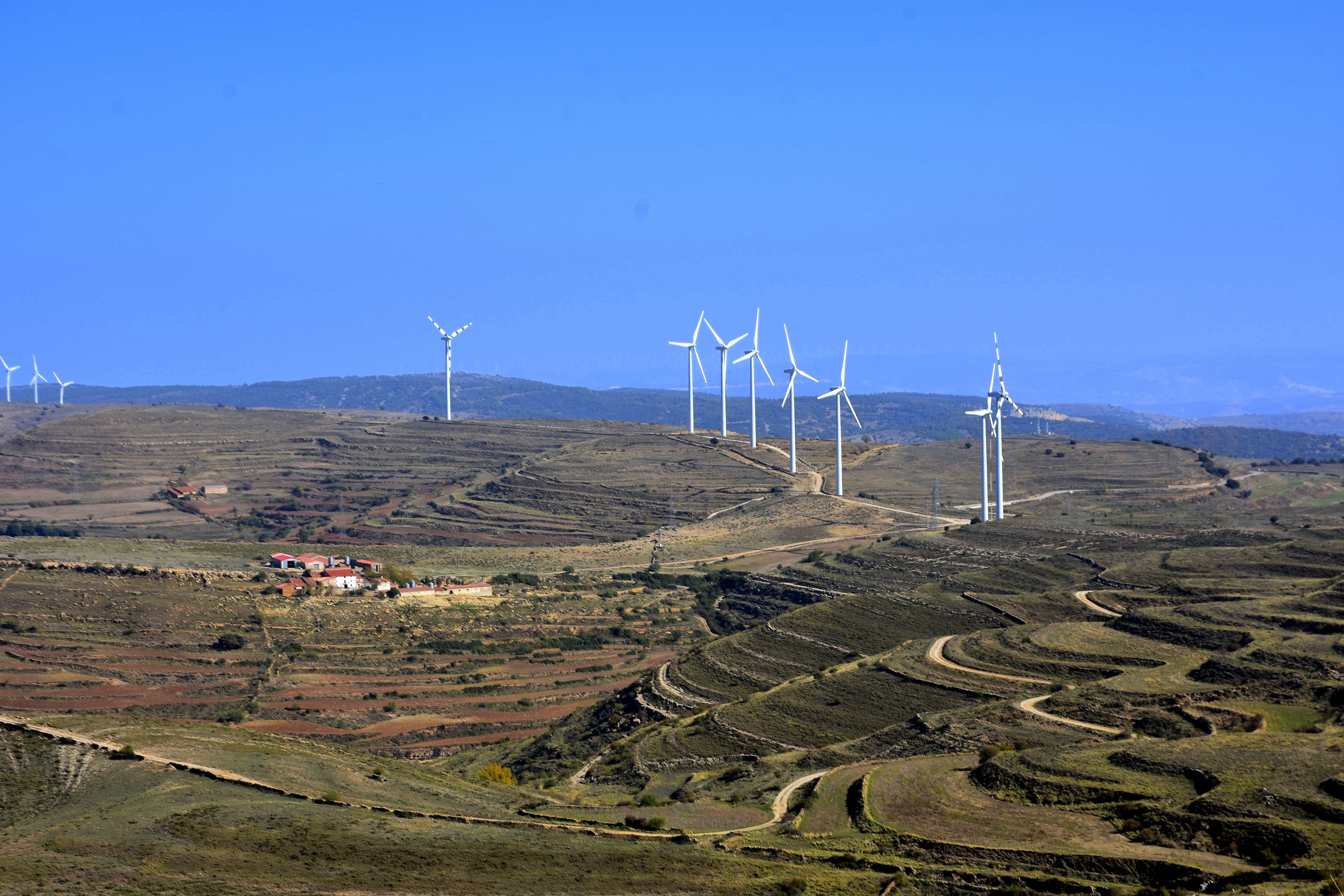
Aerogeneradores en el municipio

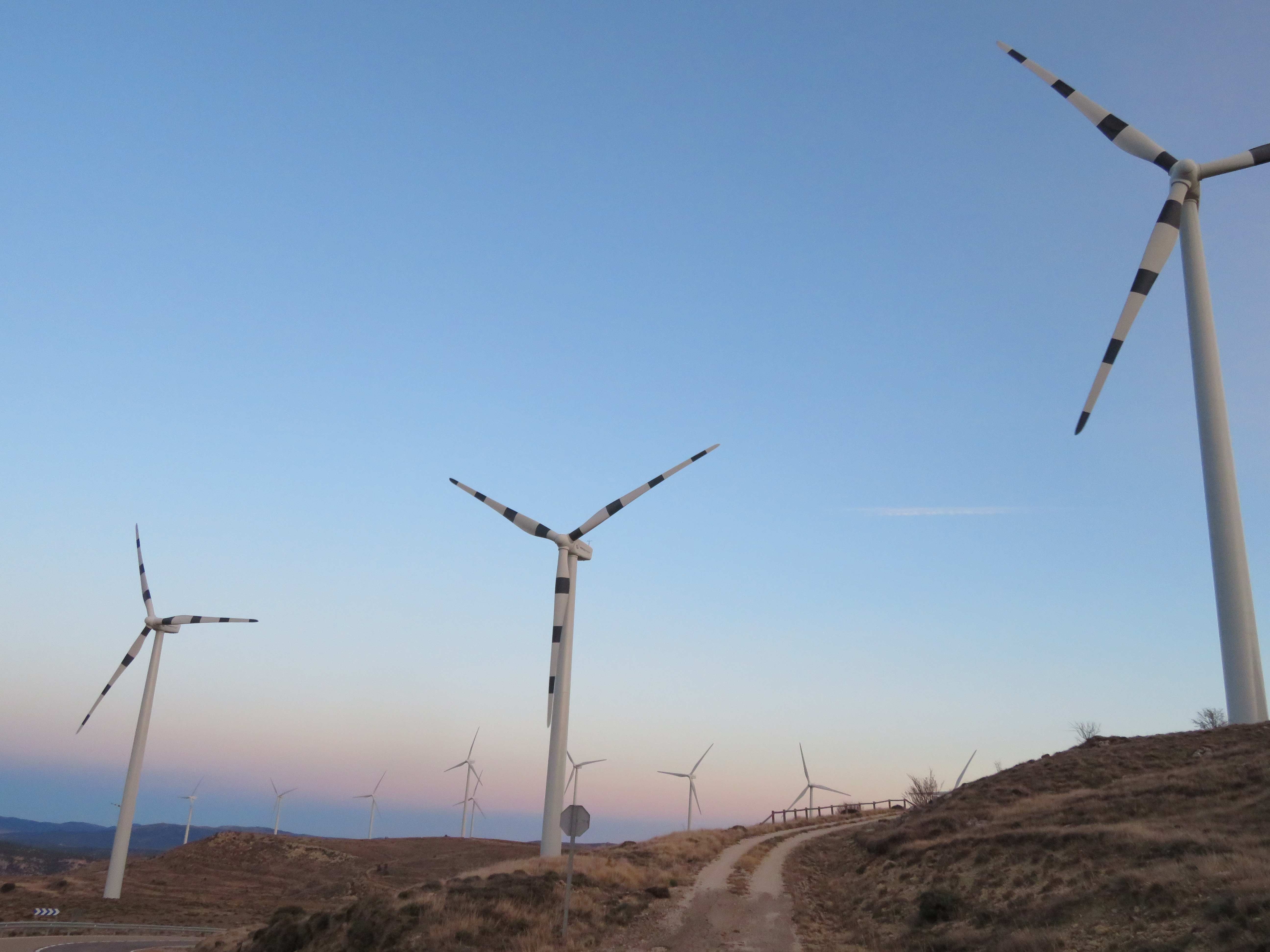
Parque Eólico de Las Cabrillas

Basada tradicionalmente en la agricultura de secano y principalmente en la ganadería (lanar y cabrío).
Existen dos industrias dedicadas a la fabricación de géneros de punto y otros materiales textiles de artesanía.

## Patrimonio

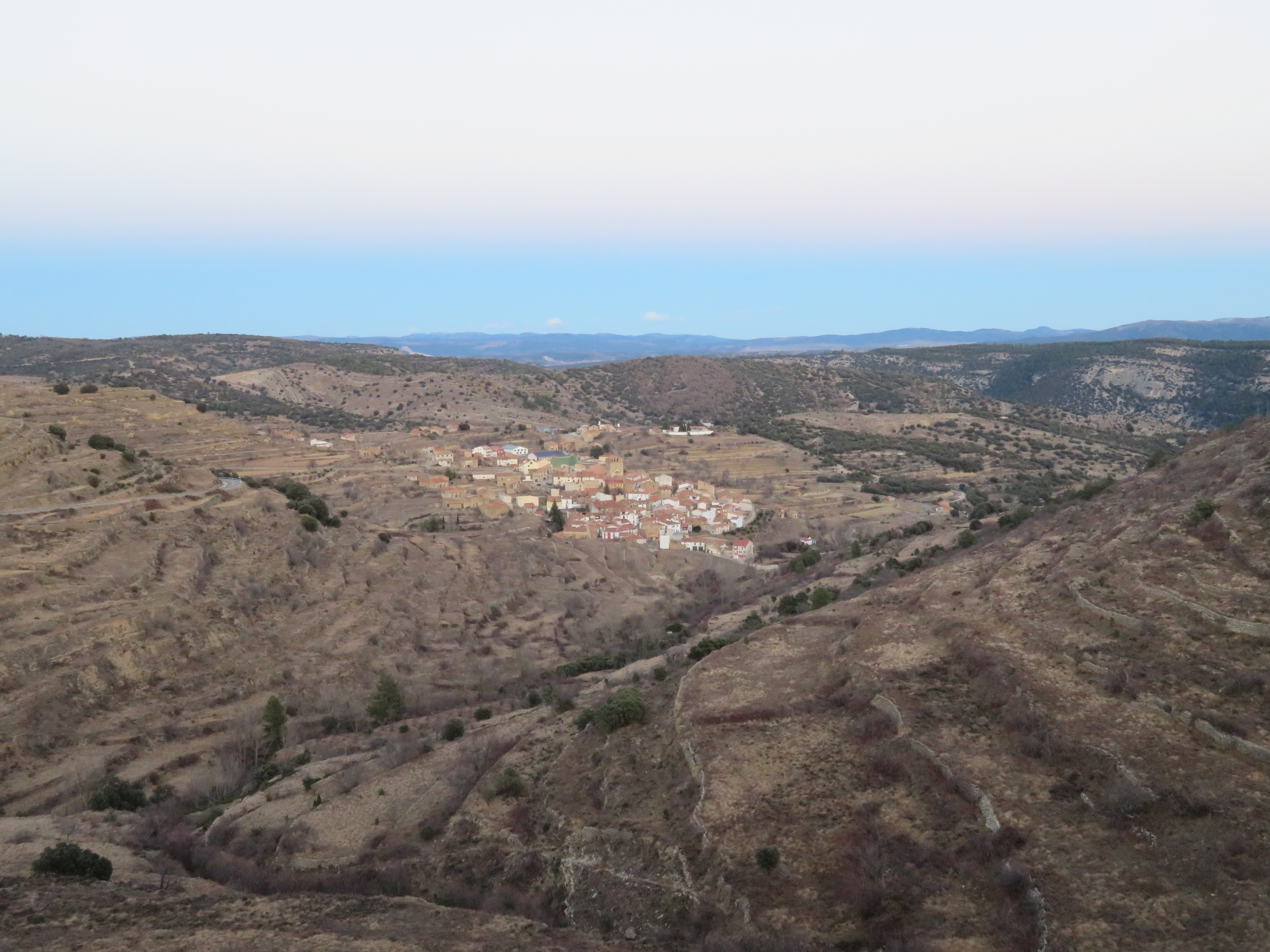
Portell de Morella

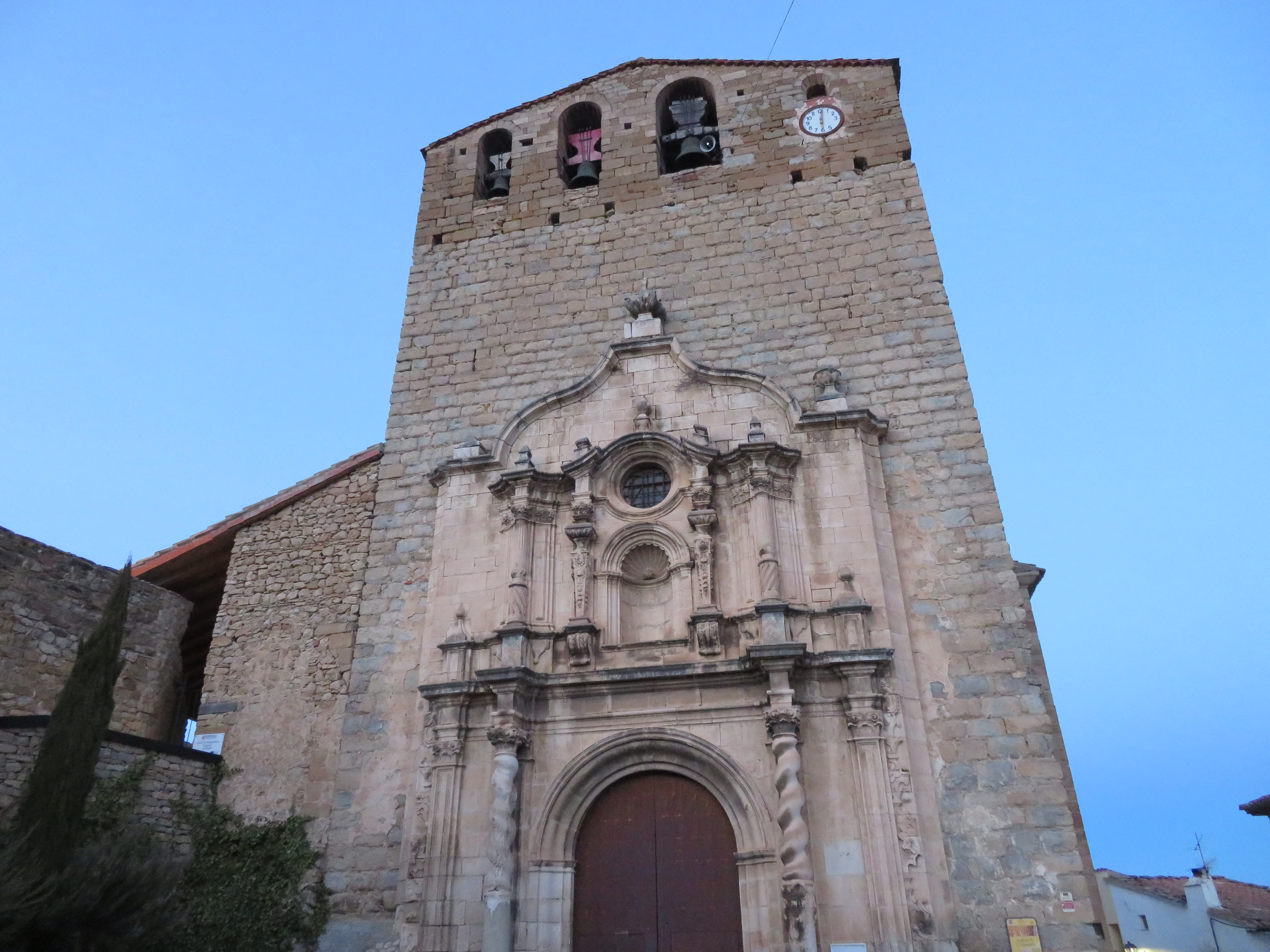
Iglesia parroquial de la Asunción de Nuestra Señora

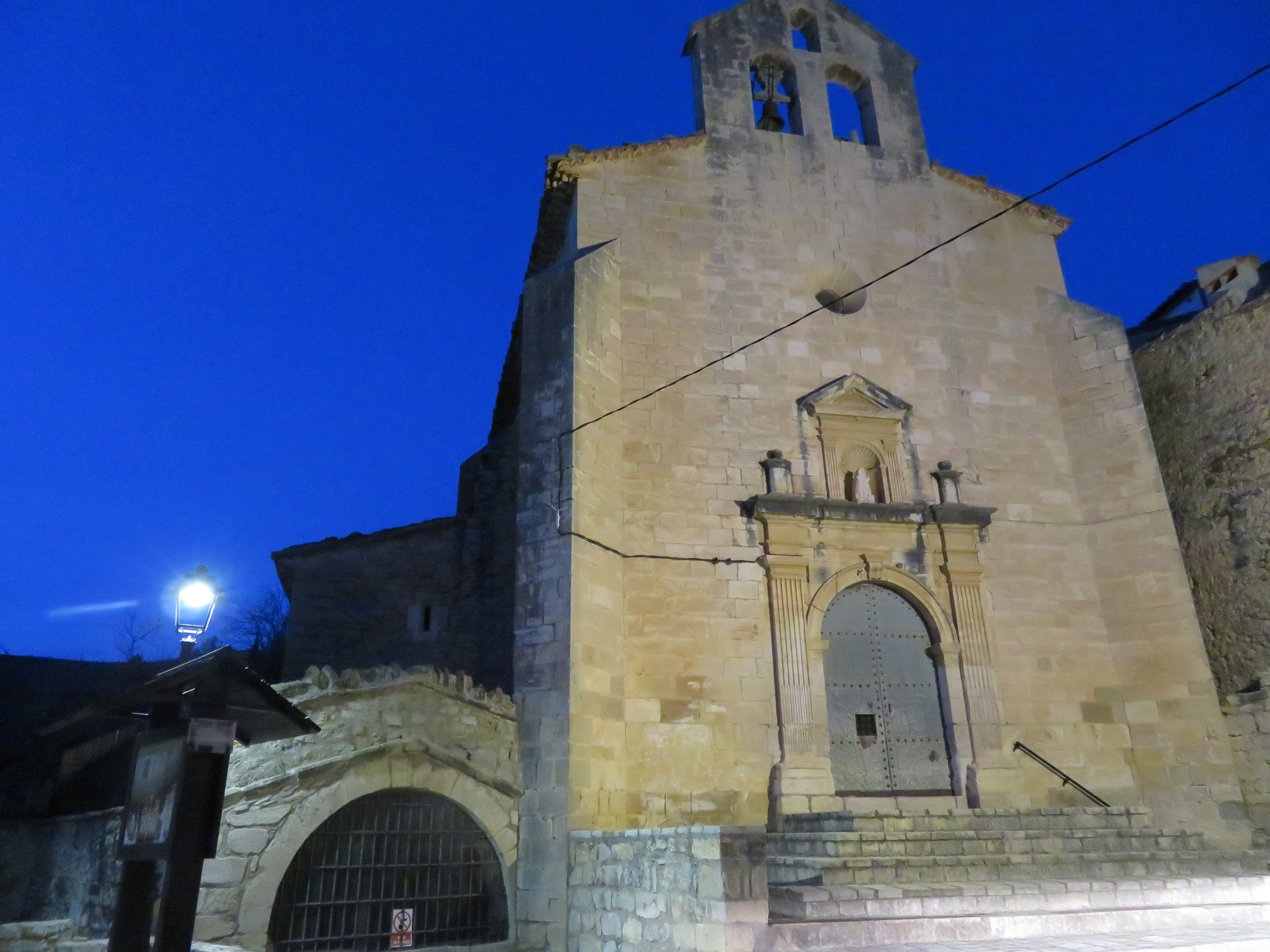
Ermita de Nuestra Señora de la Esperanza

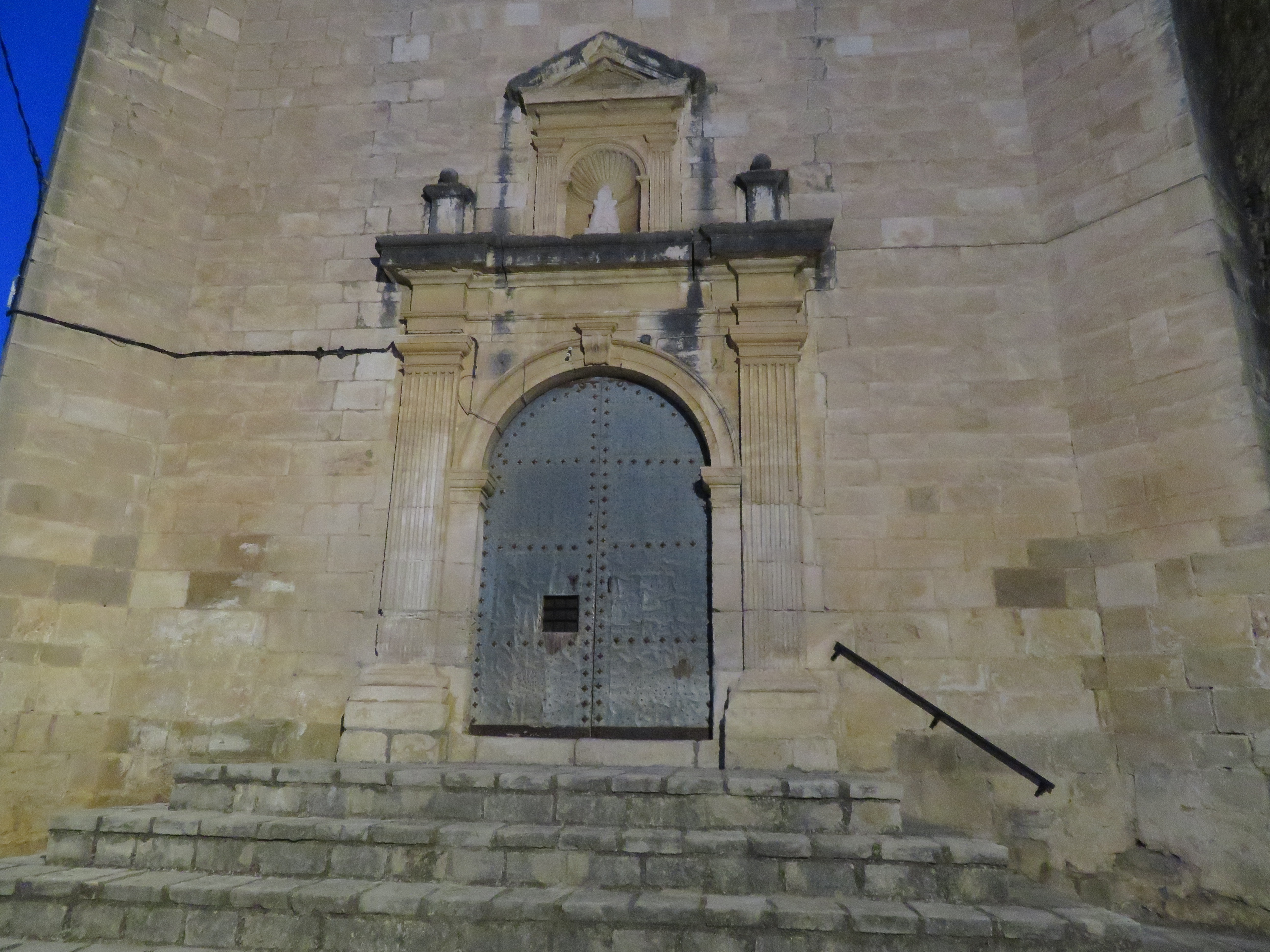
Ermita de Nuestra Señora de la Esperanza

- Iglesia parroquial de la Asunción. Edificación barroca del siglo XVIII, con tres naves, que conserva en sus paredes exteriores restos de claves, gárgolas y molduras góticas de la primitiva iglesia. Su portada es de estilo barroco-churrigueresco. Está datada su construcción en 1750 y, según Bautista i Garcia, es obra del arquitecto Josep Dols.
- Iglesia del Calvario. Se construyó en 1849, al mismo tiempo que todo el conjunto de las capillas del Viacrucis representadas en estampas de cerámica.
- Ermita de Nuestra Señora de la Fuente.
- Ermita del Salvador.

## Fiestas
- Fiesta de San Antonio. Esta fiesta popular de indudable origen pagano, dada su relación con el culto al fuego, constituye un testimonio de primitivas representaciones cívico-religiosas.
- Fiesta de Santa Águeda. Se celebra el primer sábado de febrero.
- Fiesta de San Marcos. Romería al barrio de La Albareda. Se celebra el sábado posterior al 25 de abril.
- Los Pereginos de Portell. Tradicional romería que hacen doce hombres a la ermita de San Pedro en Castellfort.